# Bagrat I. od Imeretije
Bagrat I. od Imeretije ili Bagrat Mali (gruz. ბაგრატ მცირე; umro 1372.), iz dinastije Bagrationi, bio je kralj Imeretije od 1329. do 1330. godine, kada ga je Đuro V. sveo na vazalnog vojvodu.
Bagrat je bio jedini poznati sin kralja Mihaela, nakon čije smrti 1329. godine ga je naslijedio Bagrat. Još uvijek maloljetan u to vrijeme (od tuda njegov nadimak mts'ire - mali), on se sljedeće godine morao odreći svoje kraljevske titule, kad je Đuro V. zauzeo Imeretiju i uzeo glavni grad Kutaisi. Bagrat I. dobiva kao naknadu naslov eristavi ("vojvoda") Šoropanija. Đuro V. je osvajanjem Imeretije obnovio integritet Gruzije. 
Godine 1358., Bagrat se oženio kćerkom Kvarkvara I. Džakelija, atabega Samche-Saatabagoa, i s njom imao tri sina:
- Aleksandra I., vojvodu Imeretije (1372. – 1378.), kralja Imeretije (1387. – 1389.)
- Đuru I., kralja Imeretije (1389. – 1392.)
- Konstantina II., kralja Imeretije (1396. – 1401.)